# Дурид Самосский
Дурид Самосский, также Дурис Самосский (др.-греч. Δοῦρις ὁ Σάμιος; IV—III века до н. э.) — древнегреческий историк, тиран Самоса.
Дурид родился на Сицилии в семье знатного жителя Самоса Кая, который ещё ребёнком был вынужден бежать со своего родного острова. Впоследствии Кай вернулся на Самос и стал тираном этого острова. Дурид наследовал отцу. В истории его правления остаётся множество неясных деталей. В первую очередь Дурид известен не как правитель одного из многочисленных островов Эгейского моря, а как историк. Его труды стали весьма популярными в античном мире. Хотя они и не сохранились до сегодняшнего дня, труды Дурида стали основой для сочинений более поздних античных авторов.

## Биография
Согласно Плутарху, Дурид возводил свой род к Алкивиаду, государственному деятелю Афин V века до н. э. из аристократического рода Саламиниев. Павсаний упоминал статую победителя в боксе среди мальчиков на Олимпийских играх — сына Дурида, Скея. Автор особо подчёркивал, что Скей стал победителем в то время как «самоссцы были в изгнании». Возможно, этот фрагмент обозначал то время, когда Самос стал местом выселения афинских клерухов (365—322 годы до н. э.).
При анализе данного фрагмента Д. Баррон предположил, что согласно древнегреческой традиции Дурида назвали по имени деда. Также автор считал, что античный автор ошибся в передаче имени отца Дурида, которого звали Каем или Кеем, а не Скеем. Так как самосские аристократы были в изгнании в период между 365 и 322 годами до н. э., то данный Кей, который эфебом стал олимпийским чемпионом, мог родиться между 385 и 339 годами до н. э. По мнению Р. Кебрика, Дурид родился около 330 года до н. э. в Гераклее на Сицилии. Также, возможной датой рождения Дурида ряд историков считают период около 340 года до н. э.
У Дурида было по меньшей мере два брата — комедиограф и историк Линкей Самосский, а также Лисагор. Афиней называл Дурида и Линкея учениками главы школы перипатетиков Теофраста. Хотя данное утверждение и вызывает сомнения у современных историков, несомненно на творчество Дурида оказала влияние школа перипатетиков. Также Афиней писал о том, что Дурид стал тираном у себя на родине.
Дурид наследовал власть на острове после своего отца Кая. Историкам практически ничего неизвестно о характере, форме и даже времени его правления. В период между 306 и 301 годами до н. э. остров попал под власть Антигона. Остаётся неясным правил ли Дурид Самосом до, после, либо и до и после этого периода. В 281 году до н. э. после битвы при Курупедионе остров захватил правитель Египта Птолемей II. Г. Берве отмечал, что Дурид пережил смену власти. По мнению историка, это свидетельствует о мягкости его правления.
Исходя из сохранившихся фрагментов трудов Дурида, историк имел антиафинскую позицию. Остаётся неясным, было ли его мнение обусловлено оценкой исторических событий, либо его разногласиями с Афинами во время правления на Самосе. Также неясно о каких «собственных страданиях» пишет историк в одном из своих сочинений.

## Сочинения
Главным сочинением Дурида была «История», которую также могут называть «Македоникой» (др.-греч. Μακεδονικά) или «Элленикой» (др.-греч. Έλληνικά). Она начиналась со смерти фессалийского тага Ясона в 370 году до н. э. и заканчивалась битвой при Куропедионе 281 года до н. э. Сочинение состояло из 23-х или более книг и получило широкое распространение в античном мире. Его упоминали и цитировали Диодор Сицилийский, Плутарх, Афиней, Страбон, Плиний Старший, Дидим, Цицерон и другие.
Само сочинение не сохранилось. В трудах других авторов, чьи сочинения дошли до сегодняшнего дня, процитировано 36 фрагментов «Македоники» Дурида. Все они представляют анекдотические описания знаковых исторических персонажей. Остаётся неясным, было ли все сочинение написано в таком стиле, либо более поздние авторы процитировали наиболее запоминающиеся части.
Среди других сочинений Дурида историки выделяют сочинения: «Об Агафокле» (др.-греч. Τὰ περὶ Ἀγαθοκλέα , также называется «Libyca»), «Анналы Самоса» (др.-греч. Σαμίων ὧραι), «О праве», «Об играх», «О трагедии», «О художниках» и «О скульптуре».

## Оценки
Современные учёные считают Дурида Самосского одним из наиболее выдающихся историков античности. Хотя его труды и не сохранились, они стали основой для работ более поздних авторов. Особый «трагический» стиль Дурида отмечали ещё античные авторы. Так, Плутарх писал: «Дурид Самосский прибавляет к этому в трагическом тоне рассказ о страшной жестокости … по-видимому, рассказ о жестокости вымысел. … Но Дурид не имеет обычая держаться истины в своём повествовании даже там, где у него нет никакого личного интереса; тем более в данном случае он, по-видимому, представил в более страшном виде несчастия своей родины, чтобы навлечь нарекания на афинян». Этот стиль пытался повторить другой историк III века до н. э. Филарх. Одновременно Дионисий Галикарнасский приводил Дурида в числе авторов, чьи сочинения невозможно дочитать до конца вследствие плохого стиля изложения.
Р. Кебрик отмечал, что Дурид относился к числу историков, которые скептически воспринимали информацию. Несмотря на то, что некоторые фрагменты его сочинений описывают факты, достоверность которых современные историки ставят под сомнение, в некоторых случаях он отвергает распространённые легенды как фантастические. Несмотря на трагизм изложения Дурид, для своего времени, был объективным историком. Современные историки не смогли показать в его трудах предвзятость изложения в сторону того или иного современного государственного деятеля.

### Исследования
- Словарь античности / Составитель Й. Ирмшер. Перевод с немецкого. Ответственный редактор В. И. Кузищин. — М.: Прогресс, 1989. — ISBN 5-01-001588-9.
- Берве Г. Тираны Греции. — Ростов-на-Дону: Феникс, 1997. — (Исторические силуэты). — ISBN 5-222-00368-X.
- Barron J.[англ.]. The Tyranny of Duris of Samos (англ.) // The Classical Review. — Cambridge University Press, 1962. — December (vol. 12, no. 3). — P. 189—192. — JSTOR 709356.
- Billows R. Antigonos the One-eyed and the Creation of the Hellenistic State (англ.). — Berkeley; Los Angeles; London: University of California Press, 1997. — ISBN 0-520-06378-3.
- Dalby A. The Curriculum Vitae of Duris of Samos (англ.) // The Classical Quarterly. New Series. — Cambridge University Press, 1991. — Vol. 41, no. 2. — P. 539—541. — doi:10.2307/638924. — JSTOR 638924.
- Heckel W. Who's Who in the Age of Alexander and his Successors. From Chaironea to Ipsos (338—301 BC) (англ.). — Barnsley: Greenhill Books, 2021. — 554 p. — ISBN 978-1-78438-648-1.
- Kebric R. B. A Note on Duris in Athens (англ.) // Classical Philology. — The University of Chicago Press, 1974. — October (vol. 69, no. 4). — P. 286—287. — JSTOR 267790.
- Kebric R. B. In the shadow of Macedon: Duris of Samos (англ.). — Wiesbaden: Franz Steiner Verlag, 1977.